# Vern Schuppan
 Vernon "Vern" Schuppan  va ser un pilot de curses automobilístiques australià que va arribar a disputar curses de Fórmula 1.
Va néixer el 19 de març del 1943 a Whyalla, Austràlia.
Fora de la F1 va guanyar la cursa de les 24 hores de Le Mans de l'any 1983.

## A la F1
Vern Schuppan va debutar a la cinquena cursa de la temporada 1974 (la 25a temporada de la història) del campionat del món de la Fórmula 1, disputant el 12 de maig del 1974 el GP de Bèlgica al circuit de Nivelles.
Va participar en un total de tretze curses puntuables pel campionat de la F1, disputades en tres temporades no consecutives (1974-1975 i 1977) aconseguint un setè lloc com millor classificació en una cursa i no assolí cap punt pel campionat del món de pilots.

## Resultats a la Fórmula 1
| Any  | Equip               | Xassís  | Motor    | 1   | 2   | 3   | 4     | 5      | 6       | 7       | 8       | 9       | 10      | 11      | 12     | 13      | 14  | 15  | 16  | 17  | Posició | Punts |
| ---- | ------------------- | ------- | -------- | --- | --- | --- | ----- | ------ | ------- | ------- | ------- | ------- | ------- | ------- | ------ | ------- | --- | --- | --- | --- | ------- | ----- |
| 1974 | Team Ensign         | Ensign  | Cosworth | ARG | BRA | SUD | ESP   | BEL 15 | MON Ret | SUE DSQ | HOL DSQ | FRA NVQ | GBR NVQ | ALE Ret | AUT    | ITA     | CAN | USA |     |     | -       | 0     |
| 1975 | Embassy Graham Hill | Hill    | Cosworth | ARG | BRA | SUD | ESP   | MON    | BEL     | SUE Ret | HOL     | FRA     | GBR     | ALE     | AUT    | ITA     | USA |     |     |     | -       | 0     |
| 1977 | Team Surtees        | Surtees | Cosworth | ARG | BRA | SUD | O.USA | ESP    | MON     | BEL     | SUE     | FRA     | GBR 12  | ALE 7   | AUT 16 | HOL NVQ | ITA | USA | CAN | JPN | -       | 0     |

### Resum
| Curses: | Victòries: | Pòdiums: | Poles: | Voltes ràpides: | Punts: |
| ------- | ---------- | -------- | ------ | --------------- | ------ |
| 13      | 0          | 0        | 0      | 0               | 0      |